# Norrköpings stadsbibliotek

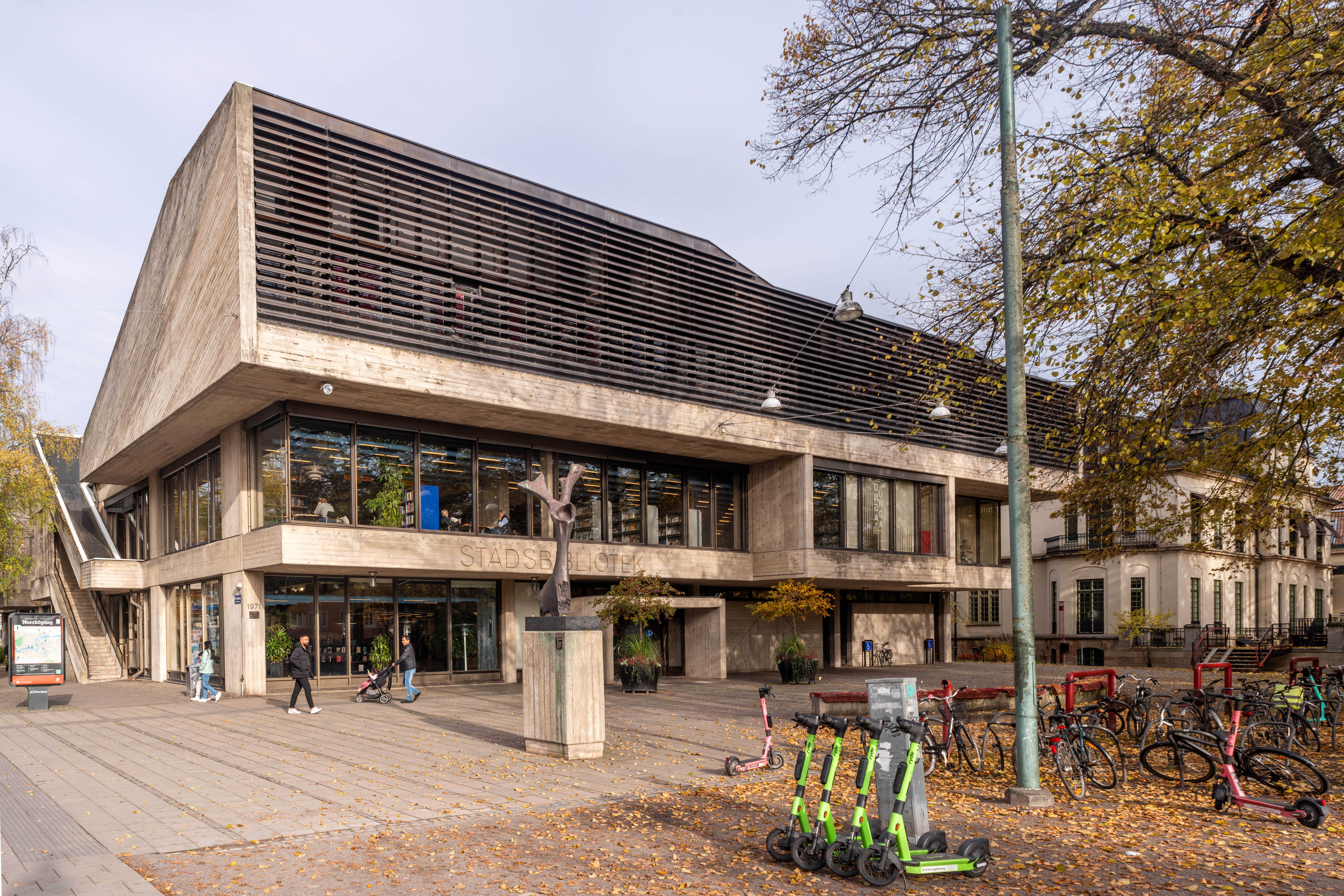
Norrköpings stadsbibliotek. I förgrunden Eric Grates bronskulptur Nike de Sant Andria.

Norrköpings stadsbibliotek vid korsningen av Drottninggatan och Södra Promenaden i centrala Norrköping är inrymt i en modernistisk betongbyggnad som är förenad med den äldre biblioteksbyggnaden, Villa Swartz. Därtill finns sju filialer och en bokbuss i Norrköpings kommun.
Nuvarande (år 2020) bibliotekschef är Anna-Lena Grusell. År 2014 hade biblioteket 895 776 utlånade media och år 2015 hade Norrköpings stadsbibliotek 1 488 603 besökare, vilket var den högsta siffran sedan rekordåret 1999 då 1 518 427 personer besökte biblioteket.
Norrköpings stadsbibliotek ingår i Götabiblioteken, vilket är ett samarbete mellan alla kommuner i Östergötlands län samt Tranås kommun. Samarbetet innebär att alla de 14 kommunerna med deras respektive folkbibliotek har en gemensam katalog för sina medier, samt att böcker och andra medier utan kostnad för låntagaren skickas till valfritt bibliotek i samarbetet för utlån, och att alla medier kan återlämnas i vilket bibliotek i samarbetet som helst. Götabiblioteken har bland annat också en gemensam webb och lösning för e-medier.

## Historia

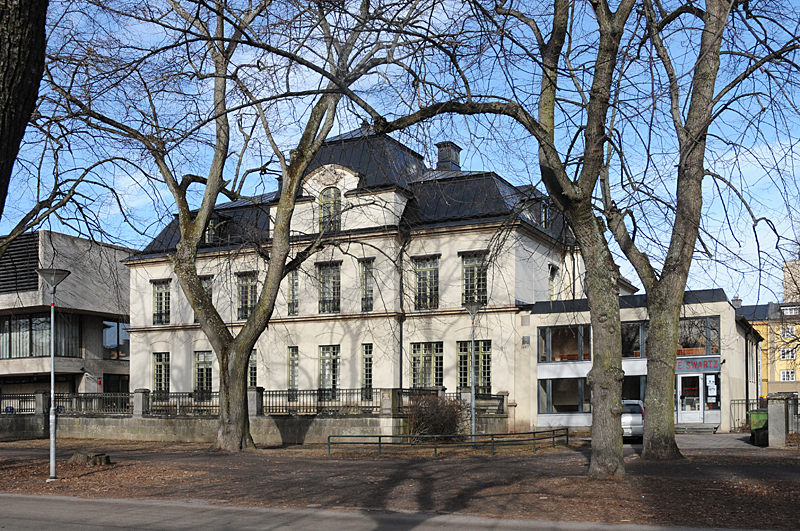
Villa Swartz med den nya huvudbyggnaden till vänster.

Norrköpings biblioteksförening bildades 1901 och öppnade den 6 april 1902 ett folkbibliotek på Bråddgatan. Därutöver fanns privata lånebibliotek och arbetarekommunen drev bibliotek i Folkets hus. När ägaren Axel Ekman 1905 hotade att auktionera ut Finspångs slotts bibliotek, som familjen De Geer hade samlat sedan 1600-talet, köpte Norrköpings stad in samlingen. Strax därefter inleddes en diskussion om att staden borde ha ett offentligt bibliotek. Frågan fick sin lösning 1912 när före detta statsrådet Carl Swartz donerade en patriciervilla med 40 rum i fyra våningar vid Södra Promenaden, som inreddes på bottenvåningen till bibliotek och på övervåningen till konstmuseum. Biblioteksföreningen upplöstes och överlämnade sina 10 000 böcker till stadsbiblioteket som öppnades för allmänheten den 22 oktober 1913.
Bibliotekets (och konstmuseets) förste chef (1913−1946) var Hjalmar Lundgren. Öppna hyllor infördes 1932. 1946 flyttade konstmuseet ut till en egen byggnad och Villa Swartz renoverades 1946−1949. Bokbuss infördes 1955. En förening, Stadsbibliotekets vänner, fanns under åren 1958−1975. Den nuvarande brutalistiska huvudbyggnaden i betong är ritad av arkitekt Sten Samuelson, uppfördes 1971−1972. Den ligger intill Villa Swartz, som nu hyser rum för möten och programaktiviteter samt kontor och personalutrymmen. De båda byggnaderna är förbundna med en inglasad gång i vars anslutning det också finns en större lokal för till exempel föreläsningar. 
Bibliotekets katalog digitaliserades 1992. Sommaren 1995 var Norrköpings stadsbibliotek bland de första i Sverige med egen webbplats. Under 1999 var biblioteket med 1,5 miljoner besök det mest besökta biblioteket i Sverige.
Norrköpings stadsbibliotek var tidigt med att satsa stort på IT och digitalisering av biblioteksverksamheten. Den stora aktiviteten torde till stor del kunna tillskrivas Conny Äng som var bibliotekschef 1983−2004. "På nittiotalet blev Norrköpings Stadsbibliotek kanske landets mest omtalade bibliotek med sitt öppethållande och sina IT-satsningar", heter det i hans eftermäle på bibliotekets webbplats.
Biblioteket har flera äldresamlingar varav "Finspongssamlingen" är den dyrbaraste. Finspongssamlingen grundlades och ombesörjdes sedan av flera generationer ur adelsätten De Geer sedan tidigt 1600-tal. Samlingen innehåller bland annat en rad olika tryck med allt från inkunabler till litteratur om det sena 1800-talets teknik och naturvetenskap. År 1883 hade Bernhard Lundstedt sammanställt en tryckt Katalog öfver Finspongs bibliotek (736 sidor) och även gett ut sina Anteckningar om Finspong och dess bibliotek (21 sidor). Samlingen såldes till Norrköpings stad år 1903 för en krona per volym, med en totalsumma på 35 000 kronor. År 2011 beräknades samlingen vara värd ungefär 174 miljoner kronor. Den förvaras tillsammans med andra värdefulla samlingar i ett magasin med särskild klimat- och säkerhetsanpassning i en byggnad på Bråvalla utanför Norrköping.

## Bilder

### Exteriör

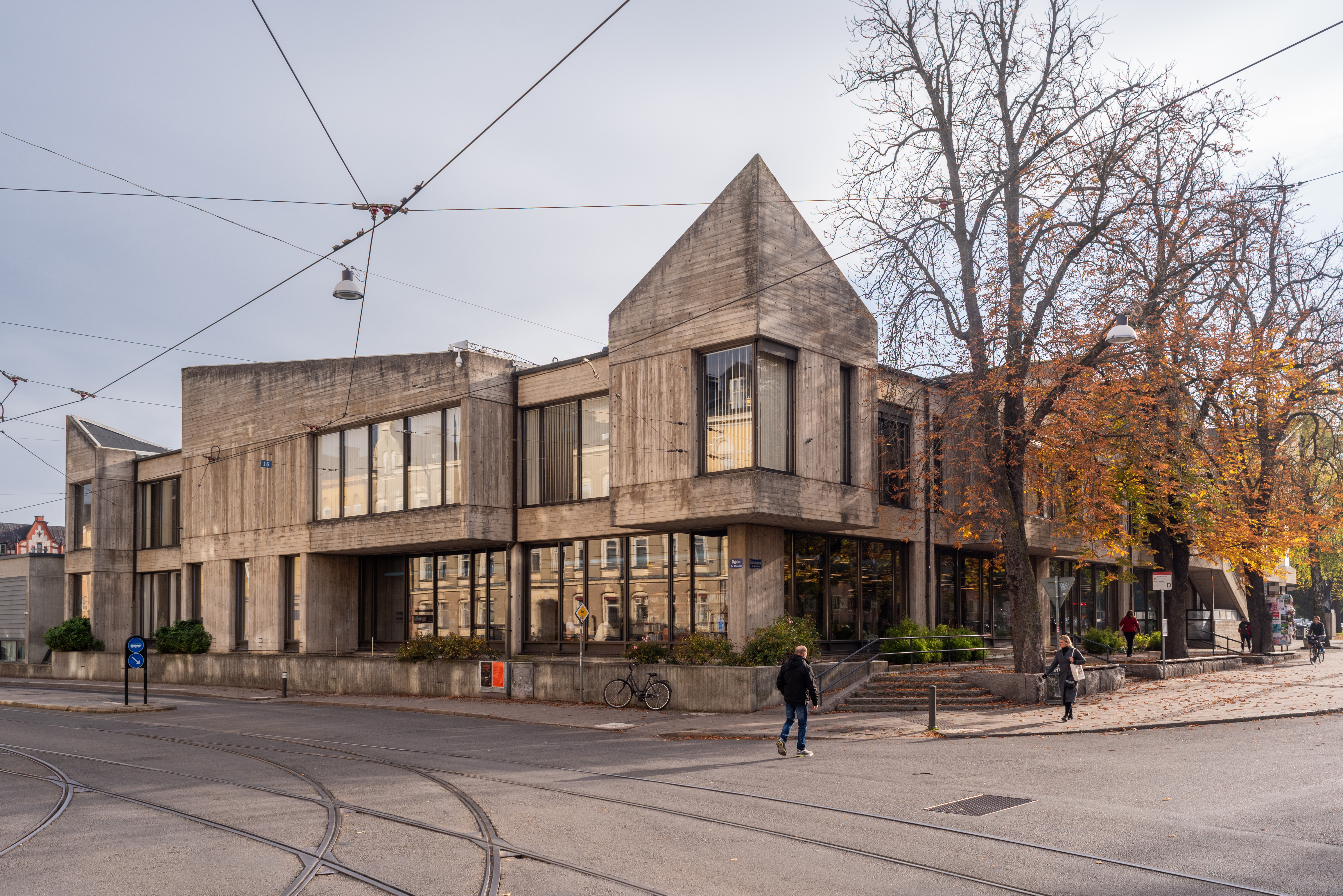
Fasad mot norr.
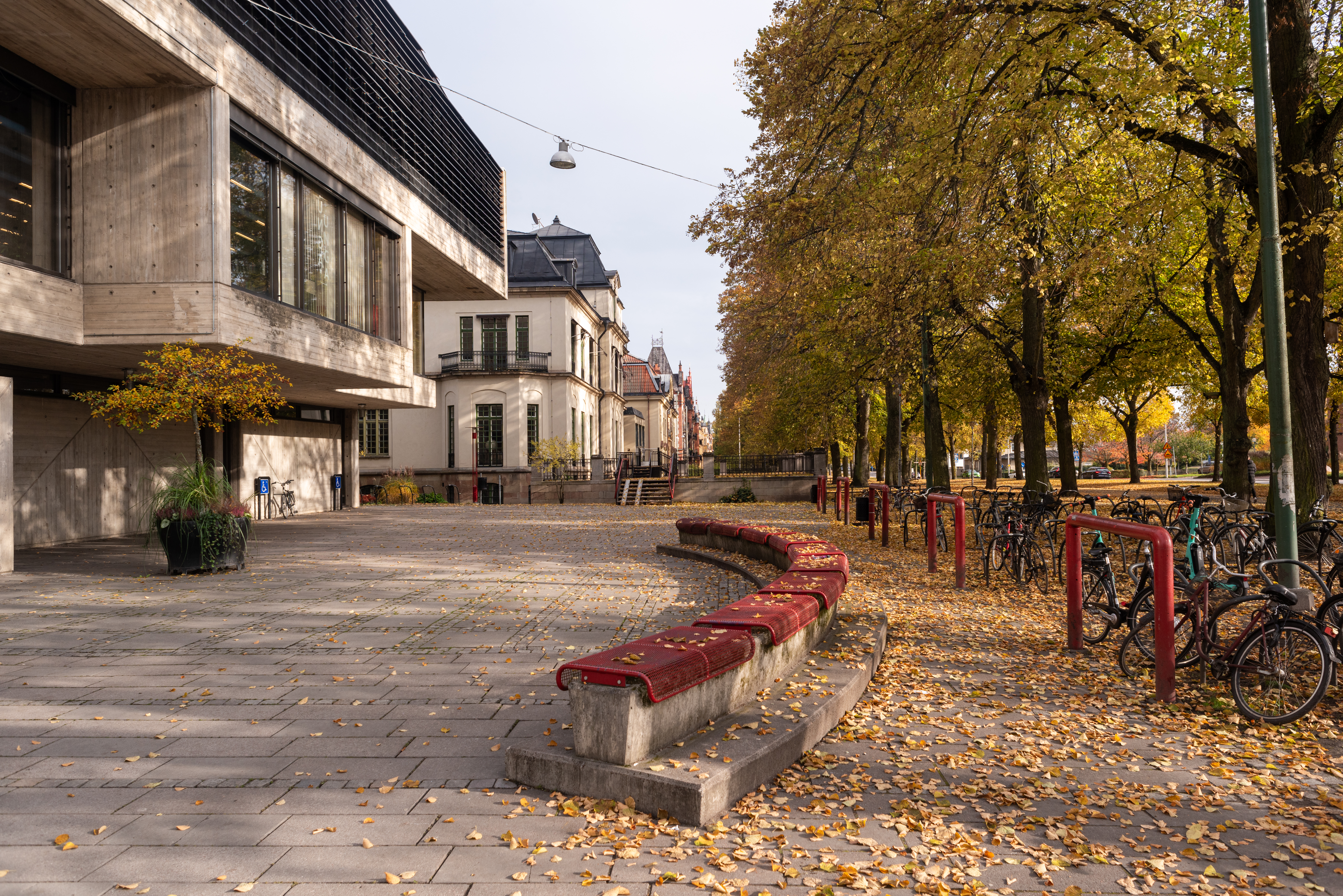
Bänk och cykelställ i brutalistisk stil framför biblioteket med Villa Swartz i bakgrunden.
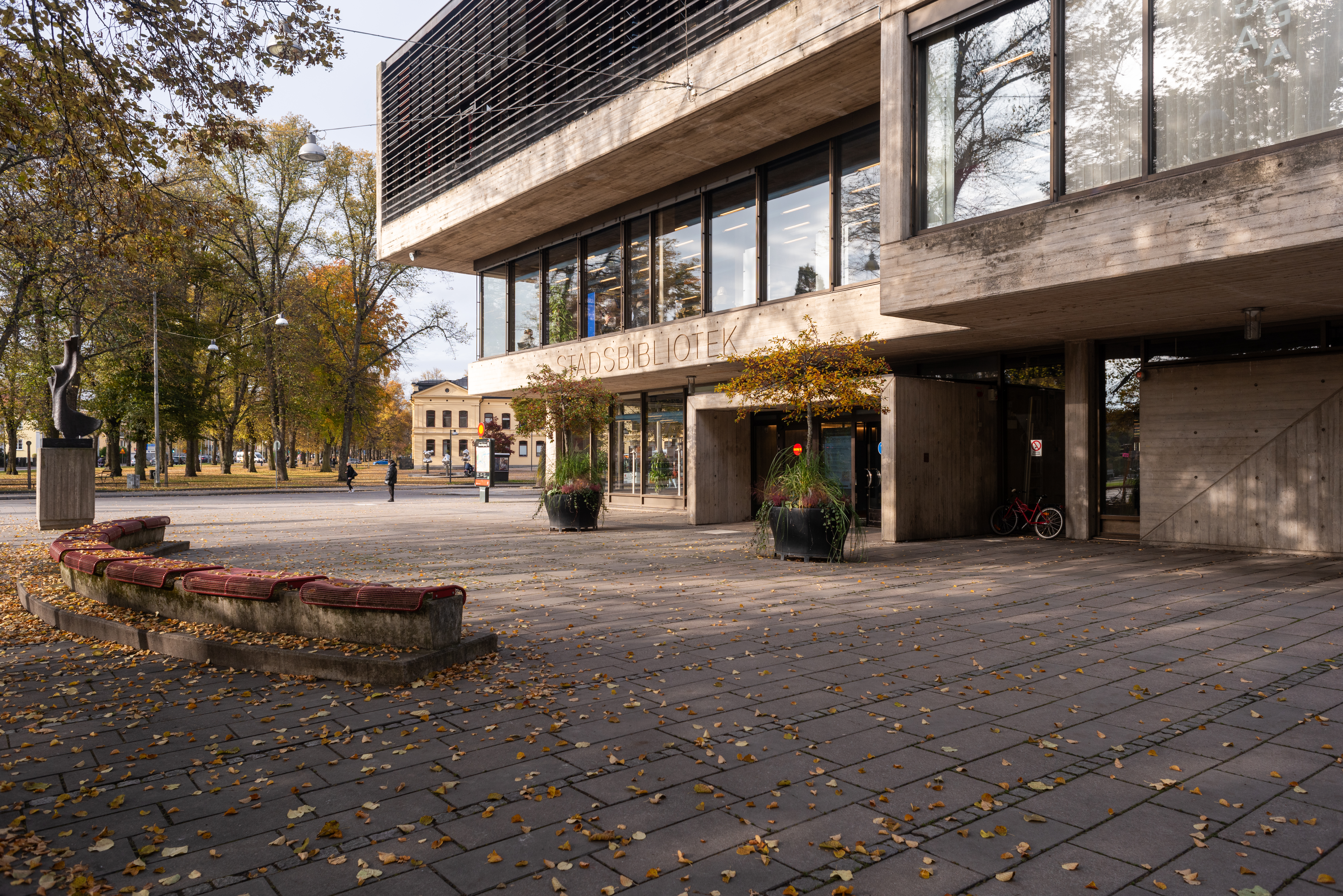
Huvudentrén mot Södra promenaden.

### Interiören

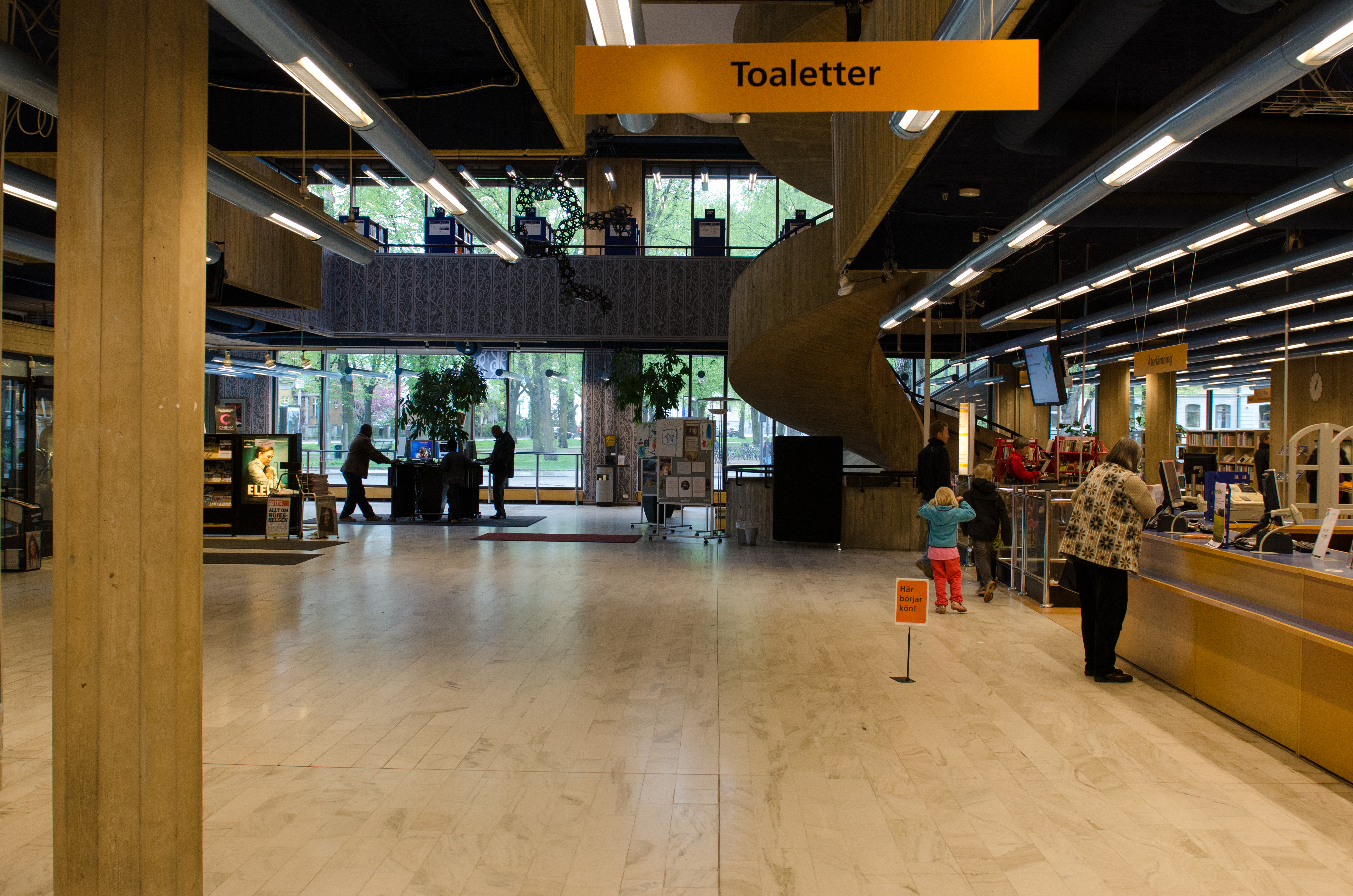
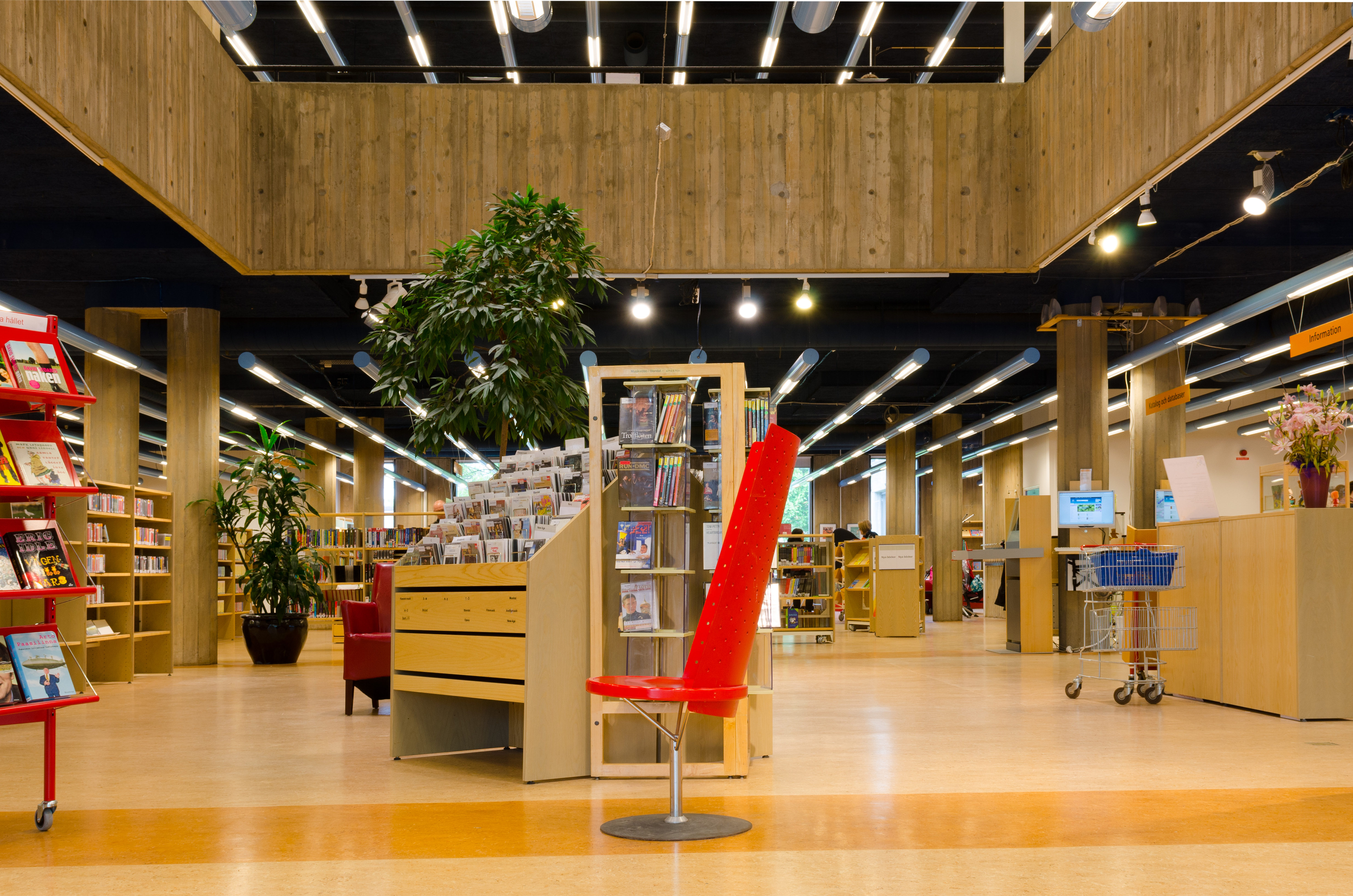
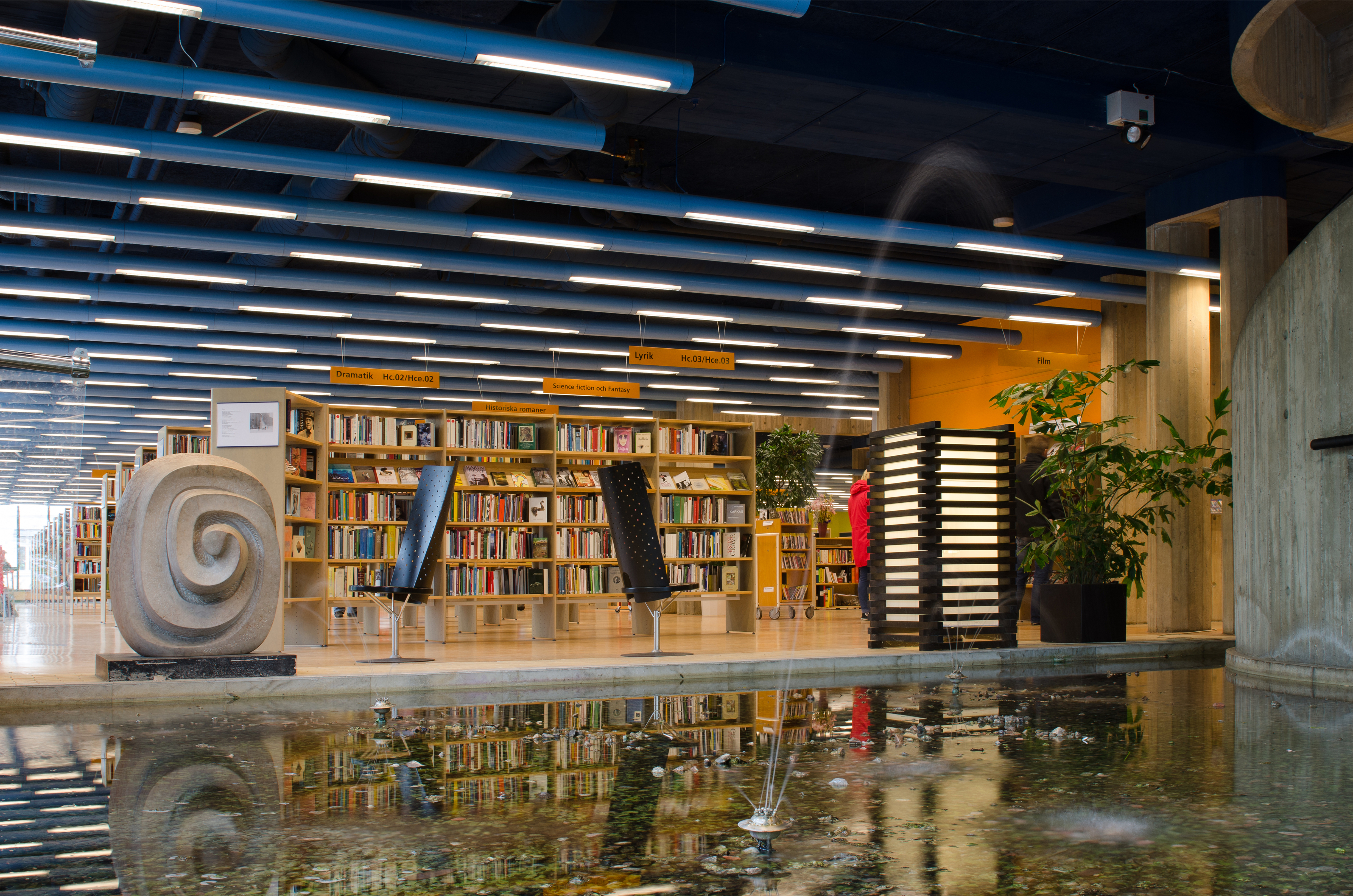